# Estialescq
Estialescq é uma comuna francesa na região administrativa da Nova Aquitânia, no departamento dos Pirenéus Atlânticos. Estende-se por uma área de 5,09 km². Em 2010 a comuna tinha 270 habitantes (densidade: 53 hab./km²).